# Criss Angel Mindfreak
Criss Angel Mindfreak é um programa de televisão onde Criss Angel é o protagonista mais importante, exibindo estrondosos números de ilusionismo. Em Portugal, Mindfreak é exibido em 2009 na SIC Radical.
Criss era uma criança talentosa, mas hoje é considerado o novo Houdini, um famoso mágico, inspiração de Criss.
Criss faz o que mais gosta, mágica e é ainda músico e ator.